# Роман (Красовский)
Архимандри́т Рома́н (в миру Михаил Вадимович Красовский или Крассовский; род. 1959, Сан-Матео, штат Калифорния, США) — священнослужитель Русской православной церкви заграницей, начальник Русской духовной миссии РПЦЗ в Иерусалиме.

## Биография
Родился 1959 году в Сан-Матео в семье русских эмигрантов Вадима и Ларисы Красовских. Его отец родился в 1911 году в Санкт-Петербурге в семье полковника Императорской армии, преподававшего во Владимирском военном училище. После революции 1917 года, вместе с Белой армией, семья отца через Сибирь перебрались в Маньчжурию, где поселилась в Харбине, а впоследствии в Шанхае. В 1954 семья Красовских поселилась в США, в Калифорнии. Его старший брат — церковный регент и иконописец Владимир Красовский.
Согласно его рассказу: «<…> Мой отец, Вадим Владимирович Красовский, был председателем братства Всех святых в земле Российской просиявших. Когда владыка Анастасий там [в Синодальном подворье в Калифорнии] жил, были ежедневные богослужения, мои старшие братья (я — самый младший) прислуживали. И все пошли по духовной линии, хотя этого не было в нашей семье. Хотя папа был большим общественным деятелем, ещё в Китае работал со скаутскими организациями, с молодёжью.».
В детском возрасте помогал прислуживать в алтаре святителю Иоанну (Максимовичу).
В 1984 году окончил Свято-Троицкую семинарию в Джорданвилле, став бакалавром богословия и поступил послушником в Свято-Троицкий монастырь.
С 1985 года преподавал церковное пение и литургику в Свято-Троицкой семинарии и руководил правым клиросом в Свято-Троицком монастыре. По благословению Архиерейского Синода был главным редактором Свято-Троицкого православного календаря с богослужебными указаниями.
В 1992 году накануне праздника Похвалы Божией Матери архиепископом Сиракузским и Троицким Лавром (Шкурлой) был пострижен в монашество с именем Роман, в честь преподобного Романа Сладкопевца.
17 июля 1993 года архиепископом Лавром рукоположен в сан иеродиакона, а 6 мая 1994 года, в Светлый Пяток, архиепископом Лавром хиротонисан во иеромонаха.
11 февраля 2005 года митрополитом Лавром награждён правом ношения золотого креста в знак признания его многих трудов, в том числе руководство хором Свято-Троицкой духовной семинарии и монастыря и преподавание церковного пения в семинарии.
В мае 2007 году посетил Россию с делегацией для восстановления общения между Русской Церковью на Родине и Русской Церковью за рубежом в составе паломнической группы клириков от разных епархий РПЦЗ.
19 марта 2008 года указом первого заместителя Председателя Архиерейского Синода РПЦЗ архиепископ Илариона (Капрала) включён в состав созданной тогда же комиссии по разбору и распределению личных вещей и святынь почившего мирополита Лавра.
9 января 2012 года награждён палицей.
14 июня 2012 года указом Архиерейского Синода РПЦЗ был временно назначен исполняющим обязанности начальника Русской духовной миссии в Иерусалиме (РПЦЗ), при сохранении начальником РДМ РПЦЗ архимандритом Тихоном (Амельченей), оказавшемимся на одре болезни, своей должности.
9 октября 2012 года решением Архиерейского Синода РПЦЗ утверждён исполняющим обязанности начальника Русской духовной миссии в Иерусалиме. 8 ноября прибыл к месту служения.
20 апреля 2013 года в Вознесенском монастыре на Елеоне архиепископом Берлинским и Германским Марком возвдён в сан игумена, а 21 апреля того же года в монастырь Марии Магдалины в Гефсимании в сан архимандрита.

## Публикации
- Как нам сохранить пасхальную радость. // Православная Русь. 1997. — № 8 (1581).
- Ей гряди, Господи Иисусе! // Православная Русь. 2005. — № 19 (1783).
- «Надо ехать в Вифанию — Господь сохранит» Беседа с архимандритом Романом (Красовским), начальником Русской духовной миссии на Святой Земле (Русская Зарубежная Церковь)